# Мак Маринов
Мак Валентинов Маринов е български актьор.

## Биография
Роден е на 9 юли 1991 г. Той е син на актьора и преводач Валентин Маринов – Пело (п. 2020) и актрисата Жорета Николова (р. 1961).
Той започва кариерата си с малки роли във филмите „Тилт“ и „Кецове“ през 2011 г.
Учи 2 години специалност „Философия“ в Софийския университет „Св. Климент Охридски“. През 2013 г. се прехвърля в НАТФИЗ „Кръстю Сарафов“ със специалност „Актьорско майсторство за драматичен театър“ в класа на проф. Ивайло Христов, където завършва през 2017 г.
Маринов е на щат към Малък градски театър „Зад канала“, където играе в голям брой пиеси, измежду които „Пияните“, „Поп-фолк хроники: Бели птици и куршуми“, „Без асансьор“, „Шекспирин по време на пандемия“, „Портокал с часовников механизъм“, „Завръщане у дома“ и „Празникът“.
Също играе персонажите Лазар, атентатора Атанас и Страхил съответно в сериалите „Дяволското гърло“, „Откраднат живот“ "Лъжите в нас" и „Пътят на честта“.
През 2021 г. е номиниран за награда „Аскеер“ в категория „Изгряваща звезда“ за ролята си на Джоуи в „Завръщане у дома“, пиеса на Харолд Пинтър, поставена от Явор Гърдев.
От юли 2023 г. Маринов играе Милен в „Алея на славата“, драматичен сериал на кулинарна тематика на „Нова телевизия“, чиято премиера е на 26 септември 2023 г. Партнира си с Радина Боршош, играеща Али.